# Giovanni Battista Spazio

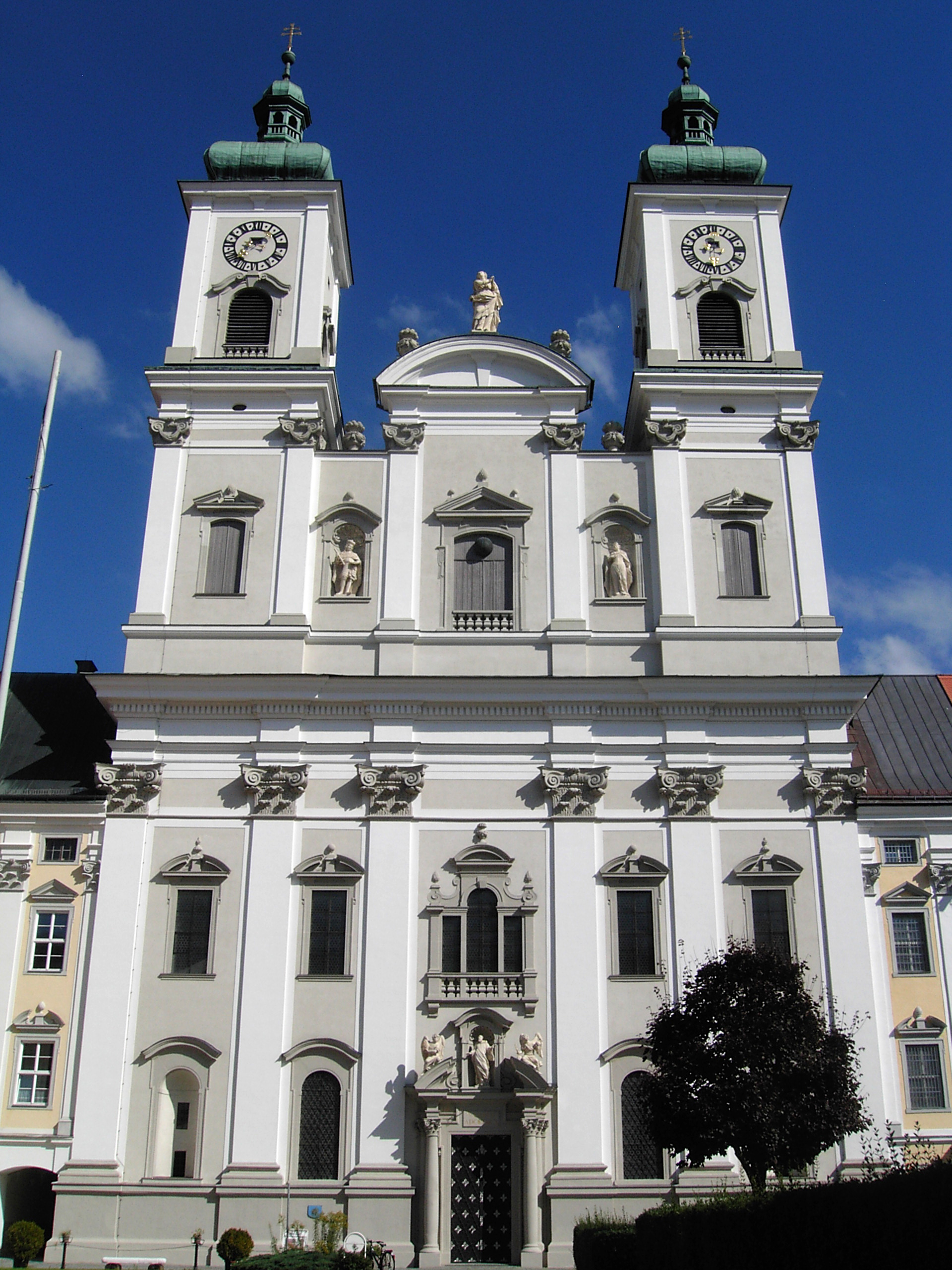
Pfarrkirche Garsten

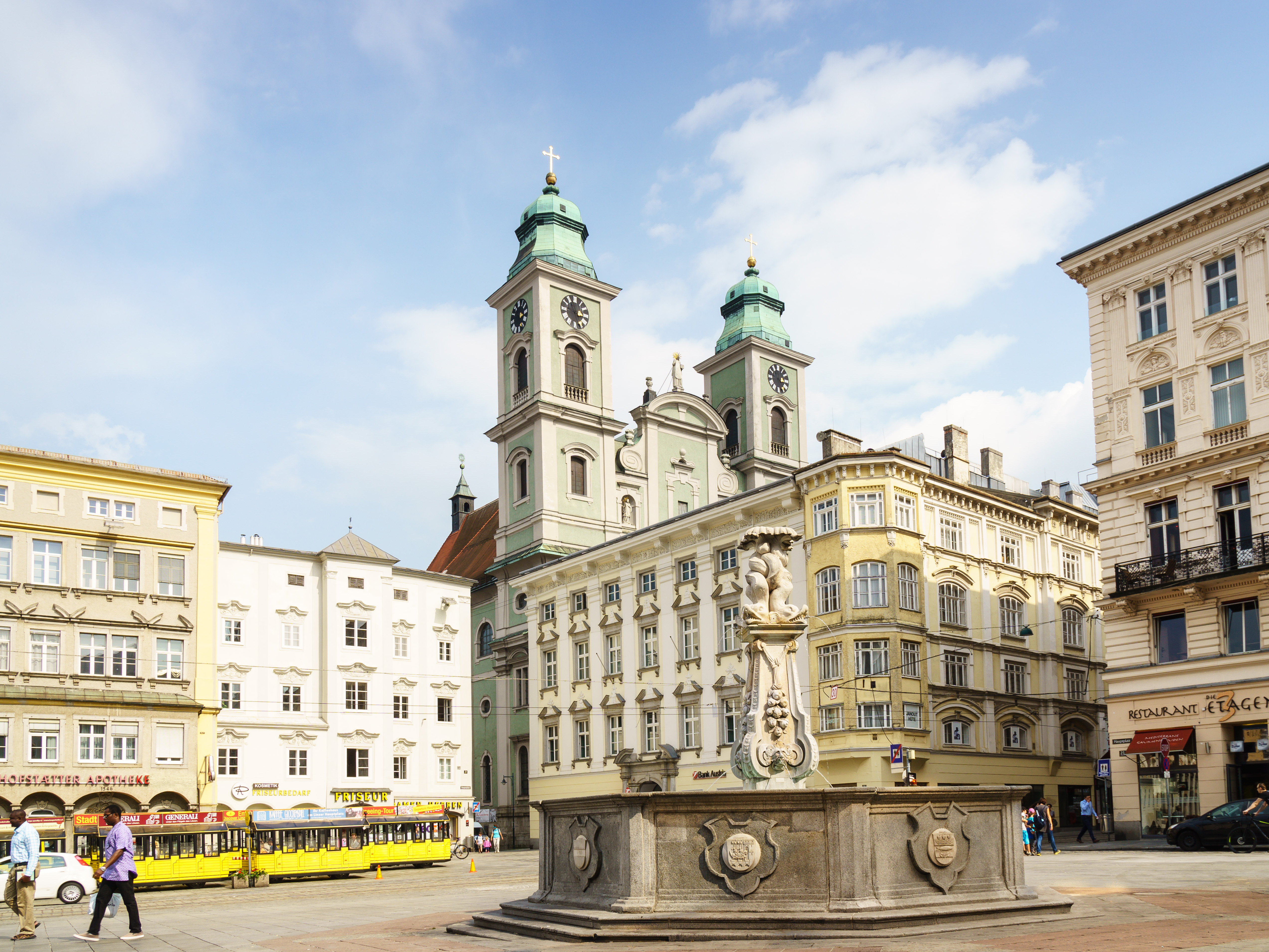
Ehem. Neptunbrunnen, Hauptplatz Linz 1690

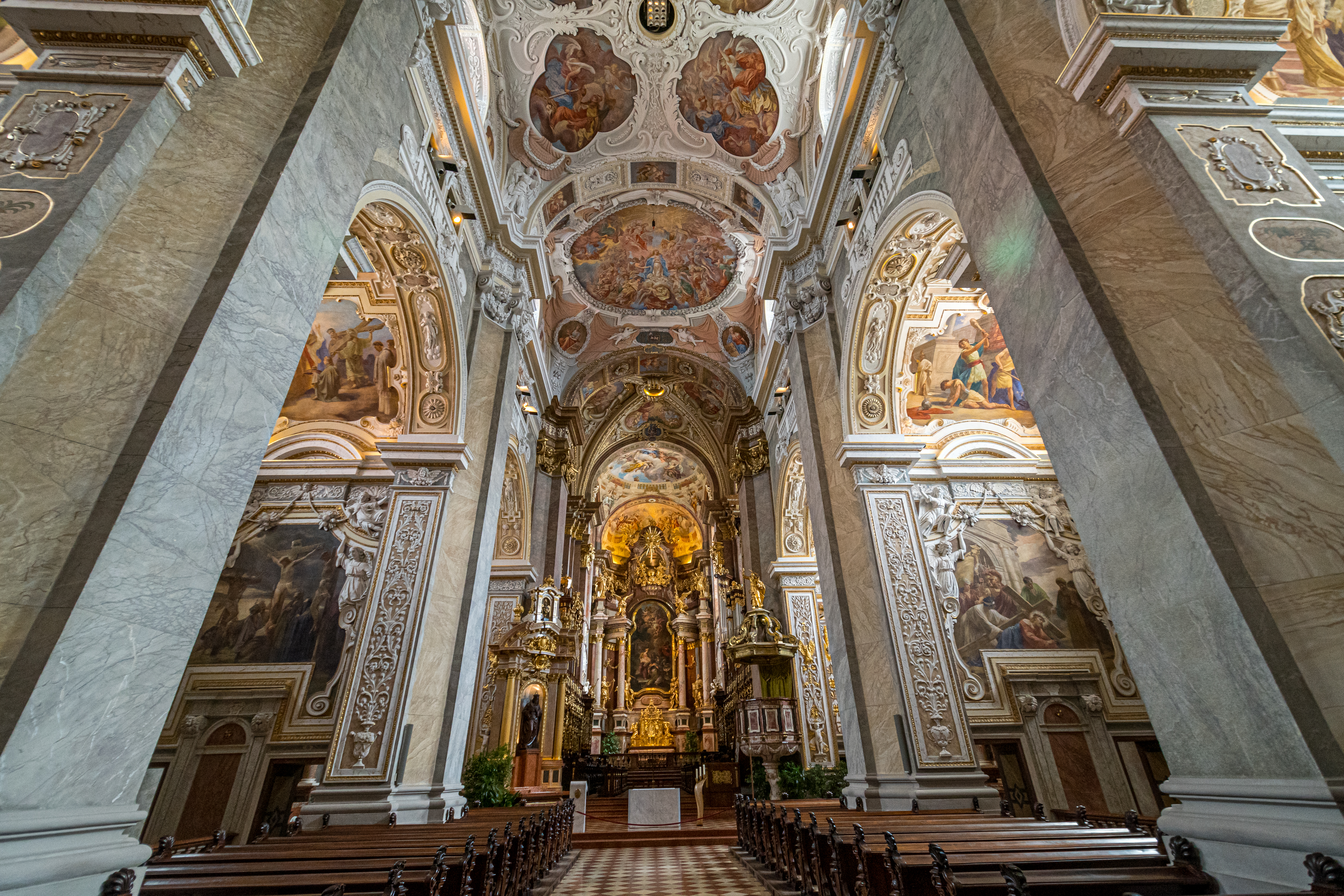
Stift Klosterneuburg, Seitenaltäre 1702

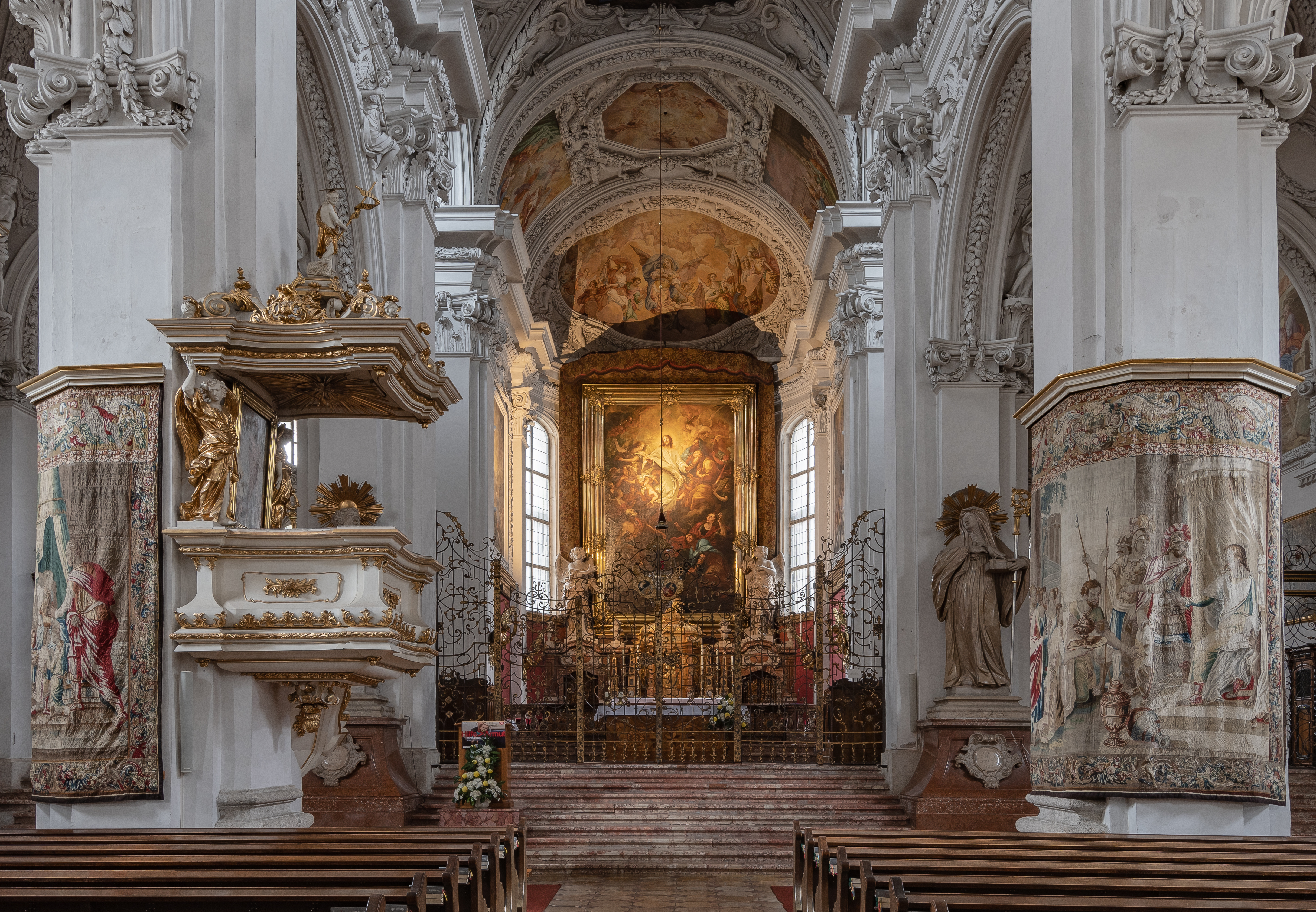
Stiftskirche Kremsmünster 1712

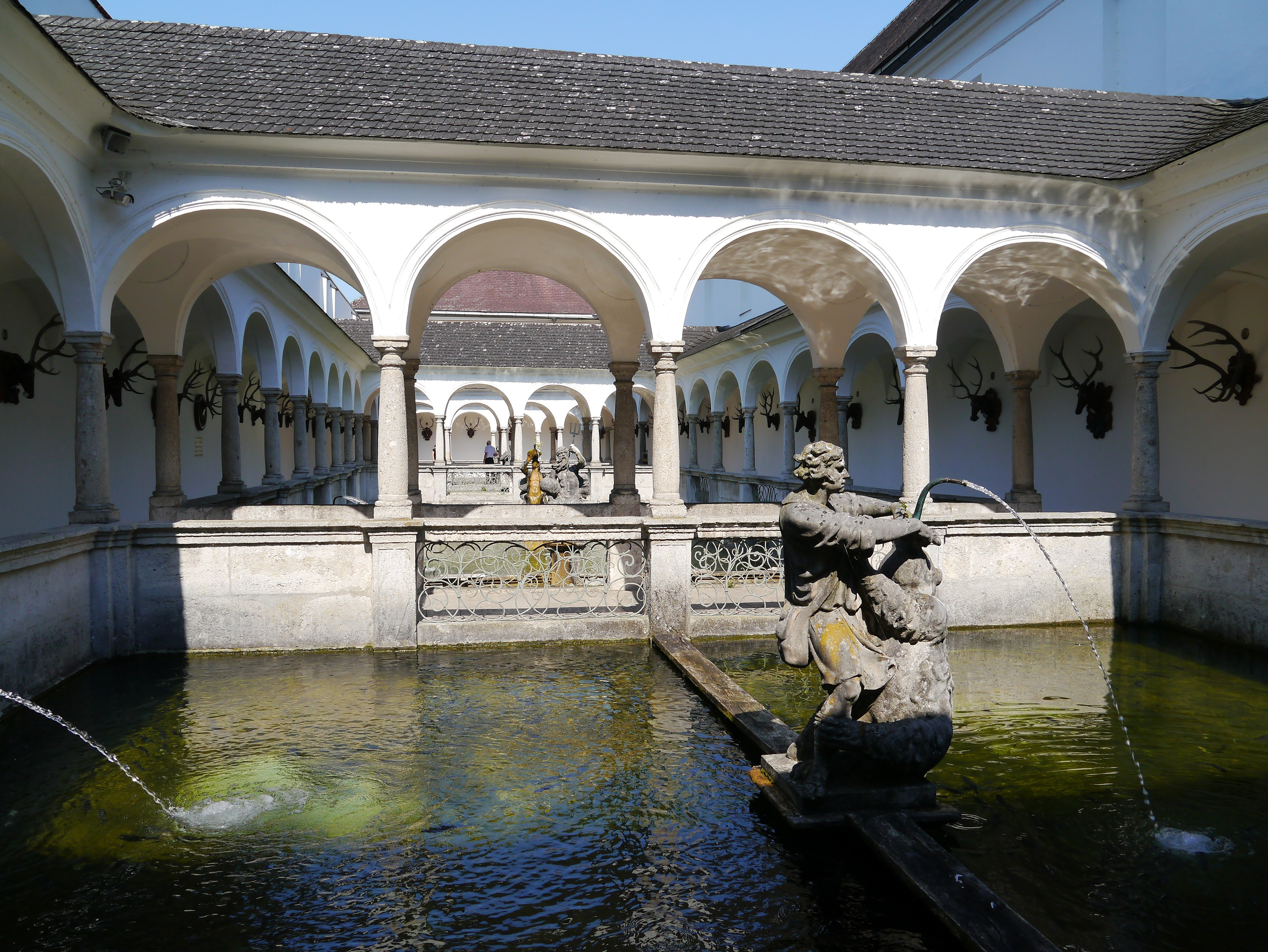
Stift Kremsmünster Fischkalter 1717

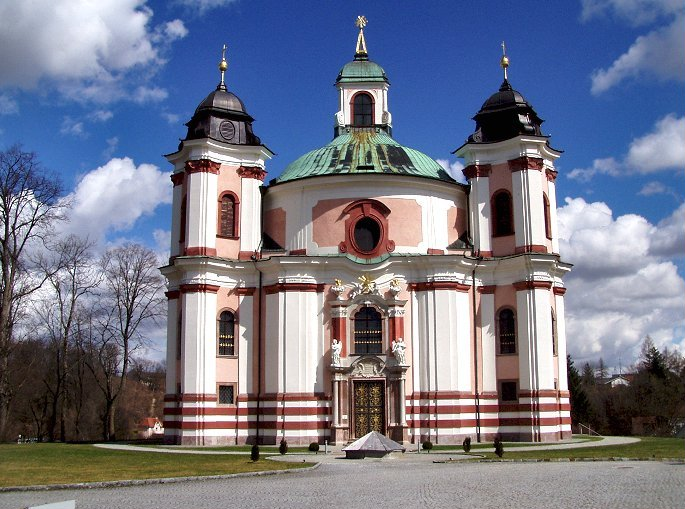
Wallfahrtskirche Stadt Paura 1726

Giovanni Battista Spazio (auch Johann Baptist Spaz der Jüngere, Johann Baptist Spaz III . * 1650 in Lanzo d’Intelvi, Lombardei; † 22. Januar 1730 in Linz) war ein Bildhauer des Barock.

## Leben

### Familie der Johann Baptist Spaz (Auszug)
- Der Baumeister Cypriano Biasino heiratete in 2. Ehe am 8. Mai 1635, die Witwe seines welschen Kollegen, Johann Baptist (I.) Spazio, er starb am 2. Juni 1636. Im Testament setzt er seine zweite Frau Eva als Universalerbin ein. (..) Ihre Kinder mit Johann Baptist Spazio, eines davon Sohn Johann Baptist (II.) sollten, sobald diese die Volljährigkeit erreicht hatten je 50 Reichstaler erhalten.(KÜHNEL, 1962, 60)

### Wohnen in Linz
Das Kirchmayr-Haus auf dem Hauptplatz wurde 1595 urkundlich erwähnt. Vor 1700 bis nach 1720 war es im Besitz des Bildhauers Johann Baptist Spaz und bis 1734 von dessen Erben.

### Oberösterreich

#### Klosterkirche Stift Garsten
Ein Neubau der Klosterkirche vom Stift Garsten erfolgte 1680 bis 1685 durch Pietro Francesco Carlone und dann von seinen Söhnen Carlo Antonio Carlone und Giovanni Batista Carlone. Johann Baptist Spaz war an der Fassade und Kapitellen als Bildhauer beteiligt.

#### Stift Kremsmünster
Engelsstatuen aus Untersberger Marmor für die Seitenaltäre der Stiftskirche Kremsmünster entstanden von 1682 bis 1686, Ausführende Bildhauer waren Michael Zürn der Jüngere (1654–1698), Johann Baptist Spaz und Josef Anton Pfaffinger.
- Der Hauptunternehmer dieses Auftrags war Spaz. Er lieferte für die beiden riesigen Statuen, Benedict und Scholastica die Rohblöcke um 217 fl und weiter 147 für die Bringungskosten. Die Blöcke kamen auf dem Wasserweg zunächst bis Linz dort wurden sie gemeißelt, dann die Traun aufwärts bis Weißkirchen und von dort mit dem Wagen bis ins Stift.[4]
- Abt Alexander Strasser ließ den alten Hochaltar (Stuckmarmor) abreißen. Nach den Dimensionen des Altarblattes von Johann Andreas Wolff wurde der Hochaltar 1711 erbaut, die Gesamtleitung der Marmorausstattung erfolgte durch Johann Baptist Spaz, Abschluss aller Bildhauerarbeiten, am 20. November 1712: Spaz nach Linz zurück.[5]

#### Marienbrunnen Hauptplatz in Freistadt
Die Aufstellung des Brunnens in Freistadt erfolgte 1704, die Statue der Maria Immaculata schuf wohl Johann Baptist Spaz der Jüngere schon früher.
- Es ist wohl möglich, dass die Statue Johann Baptist II. Spaz, der Vater, hergestellt hat.

#### Schloss Achleithen
Graf Ernst von Thun, Fürsterzbischof von Salzburg erwarb 1692 die Herrschaft Achleithen. Im selben Jahr wurde im Schloss Achleithen im Bezirk Linz-Land der Brunnen mit Figurenschmuck samt Wappen von Johann Baptist Spaz errichtet.

#### Stift Lambach in Lambach
Unter dem Stift Lambacher Abt Maximilian Pagl entstand das Refektorium (Abt von 1705 bis 1725), er beauftragte Johann Baptist Spaz 1707 mit einem Portal, daneben 1709 ein Lavabo aus verschiedenen Marmorgattungen.

### Bildergalerie

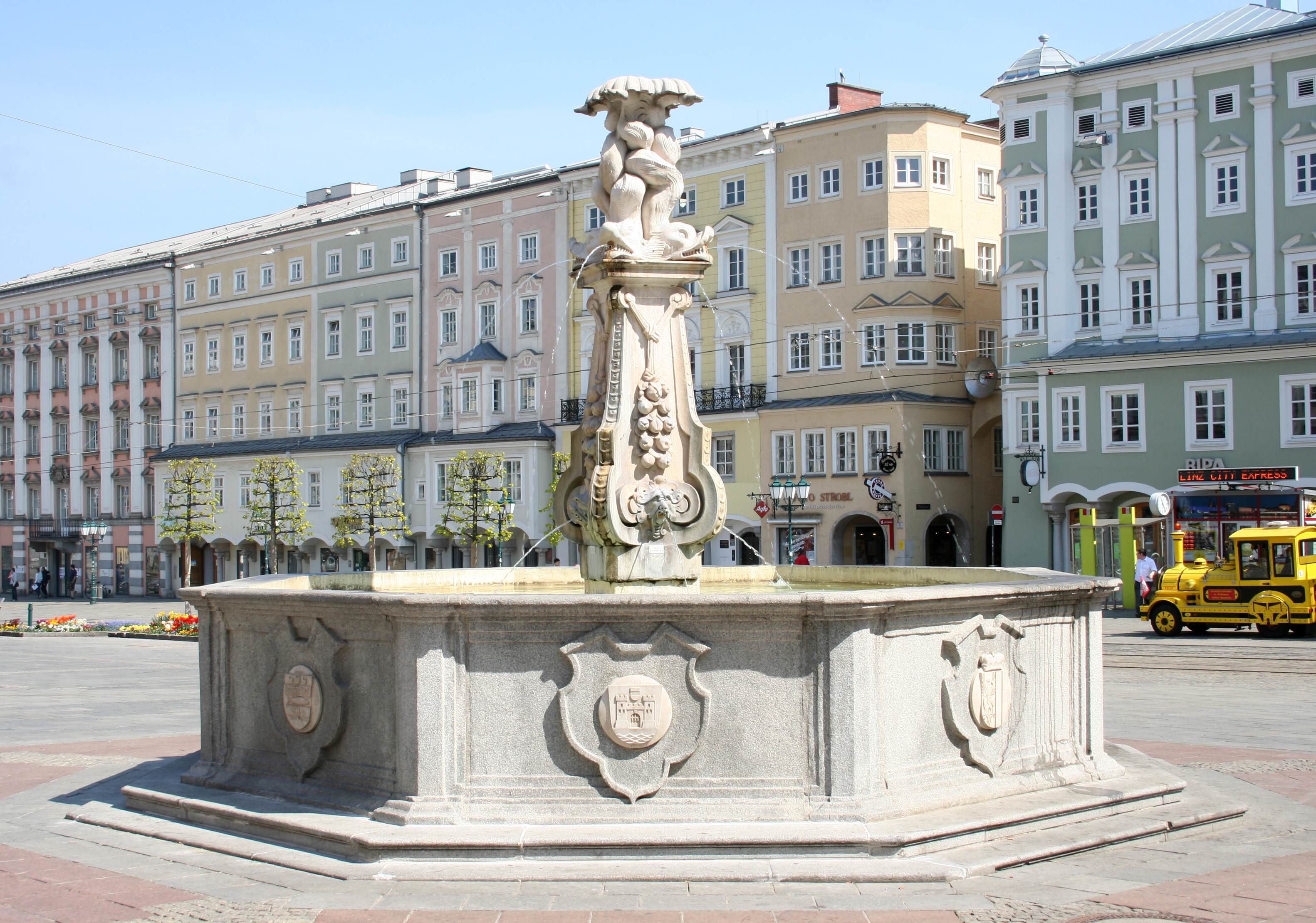
Linz Neptunbrunnen 1685–1690
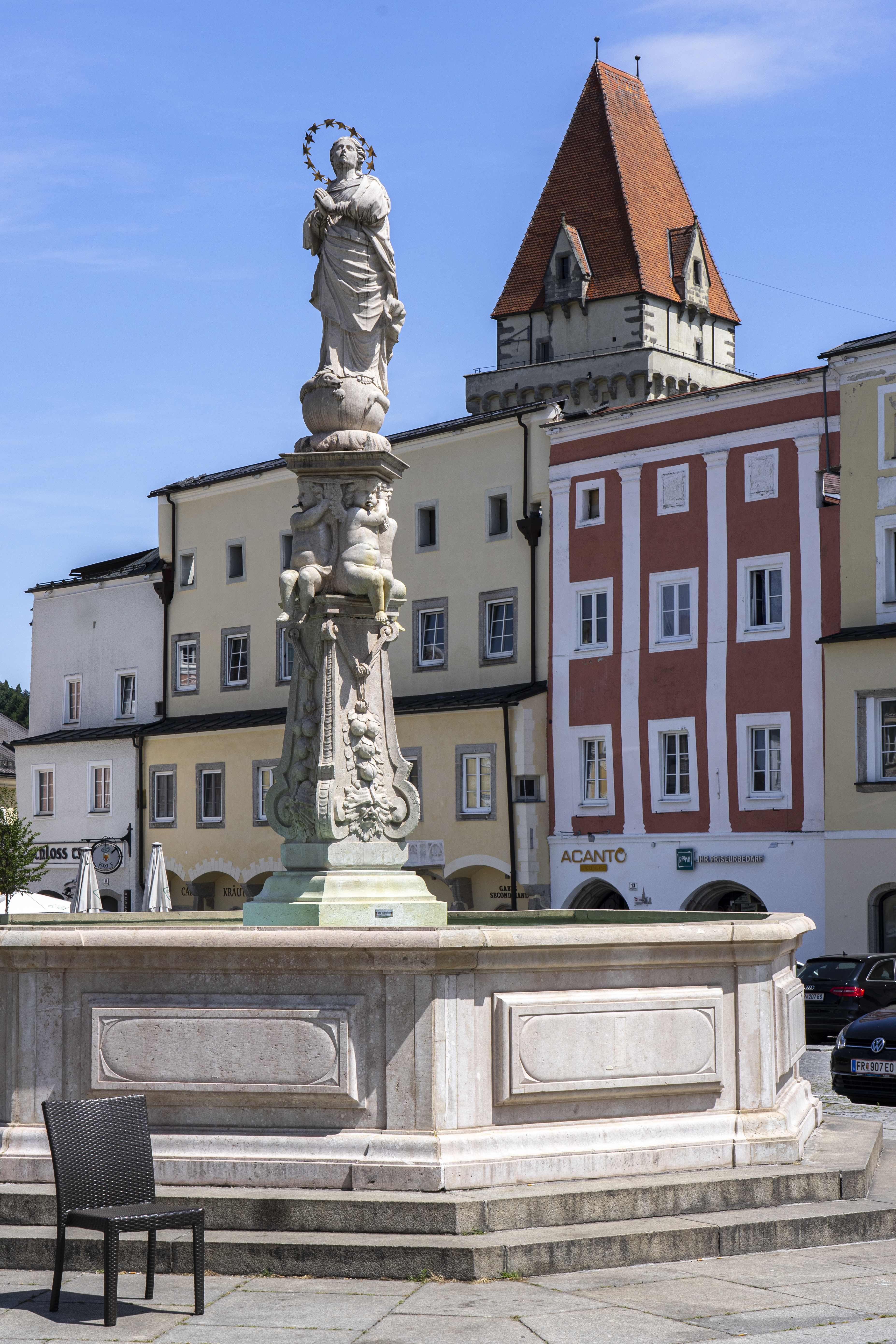
Freistadt Marienbrunnen 1704
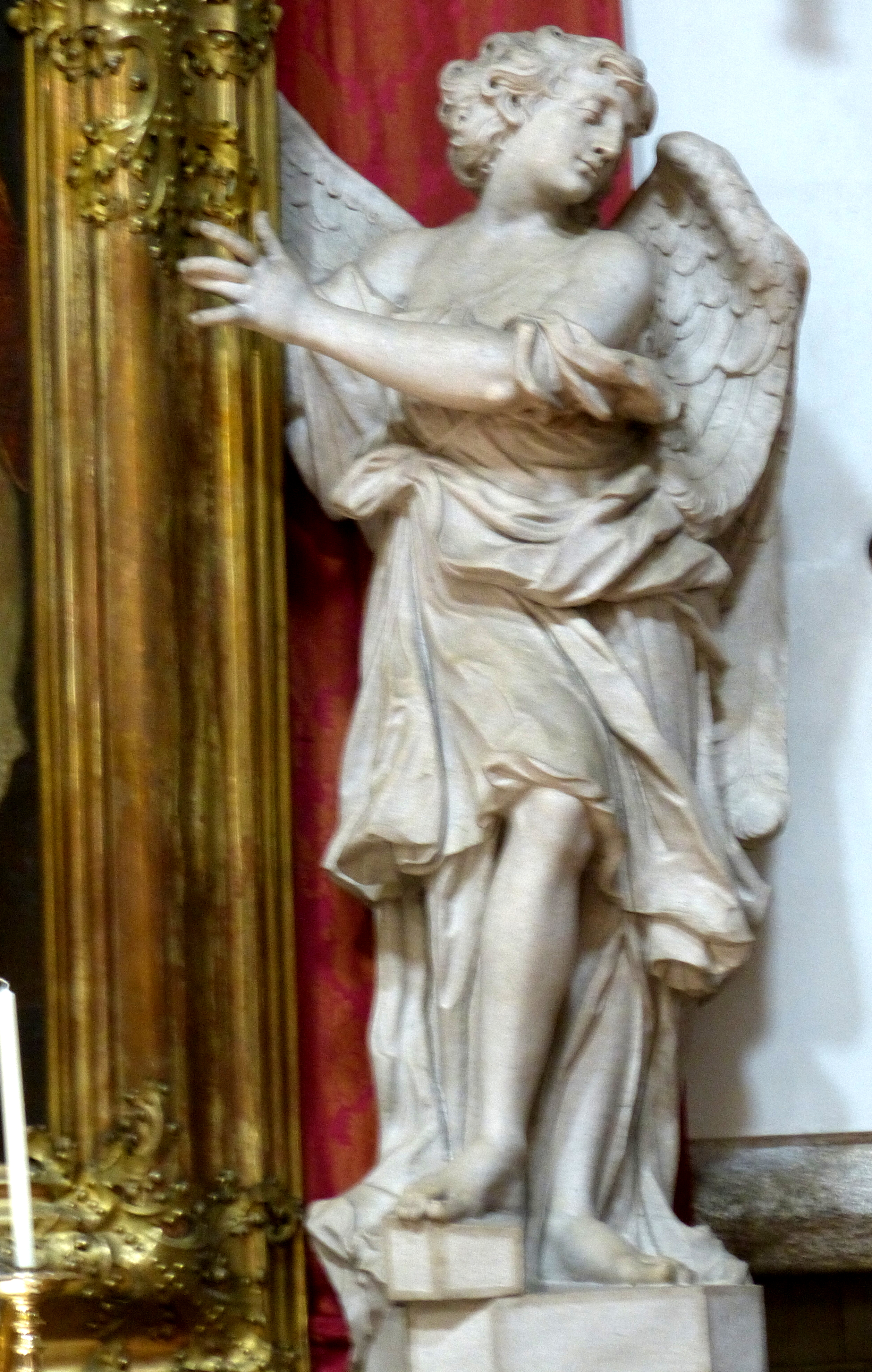
Engel am Benedict-Altar
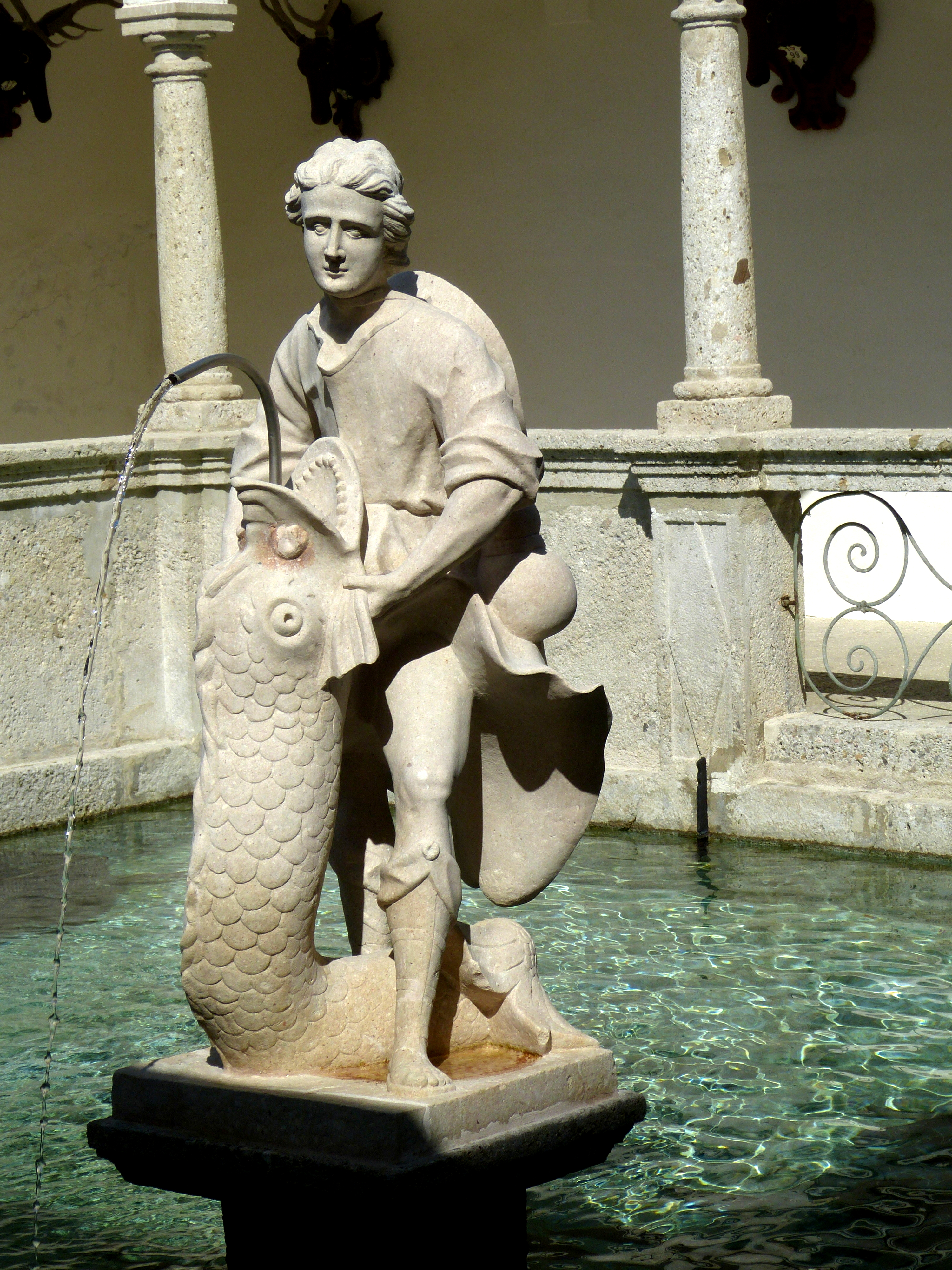
Fischkalter Tobias
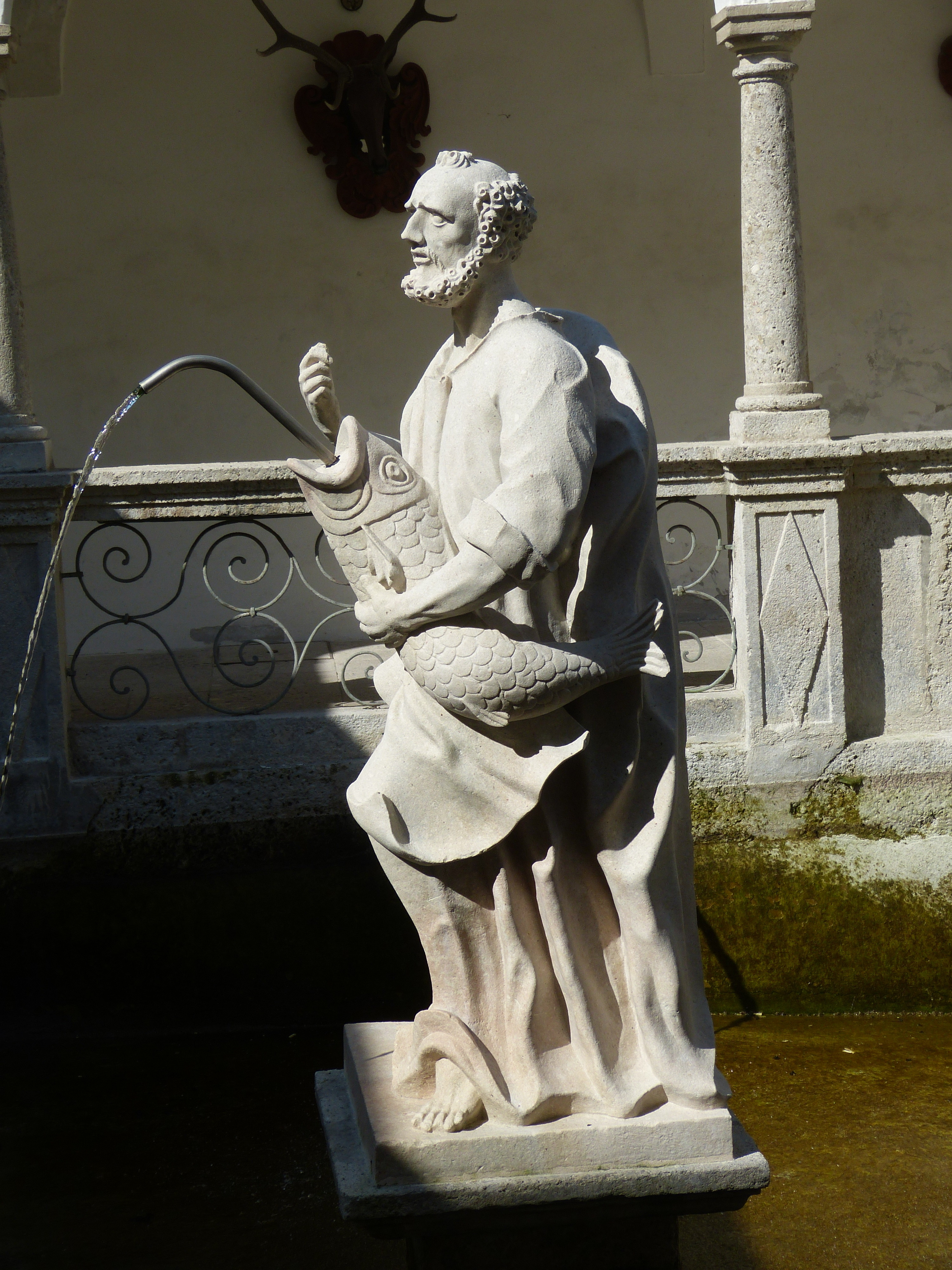
Petrus
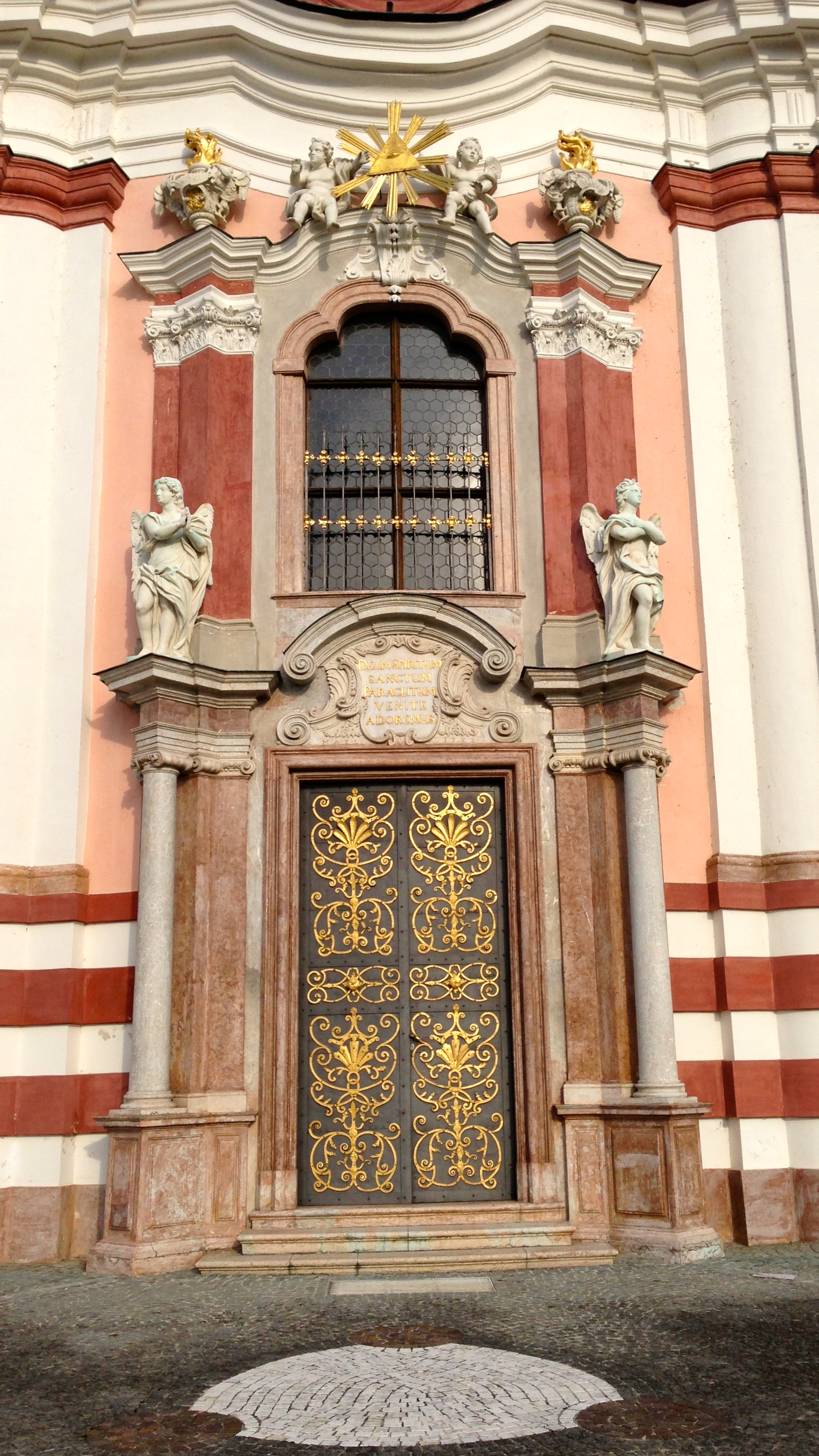
Stadl-Paura Portal 1723
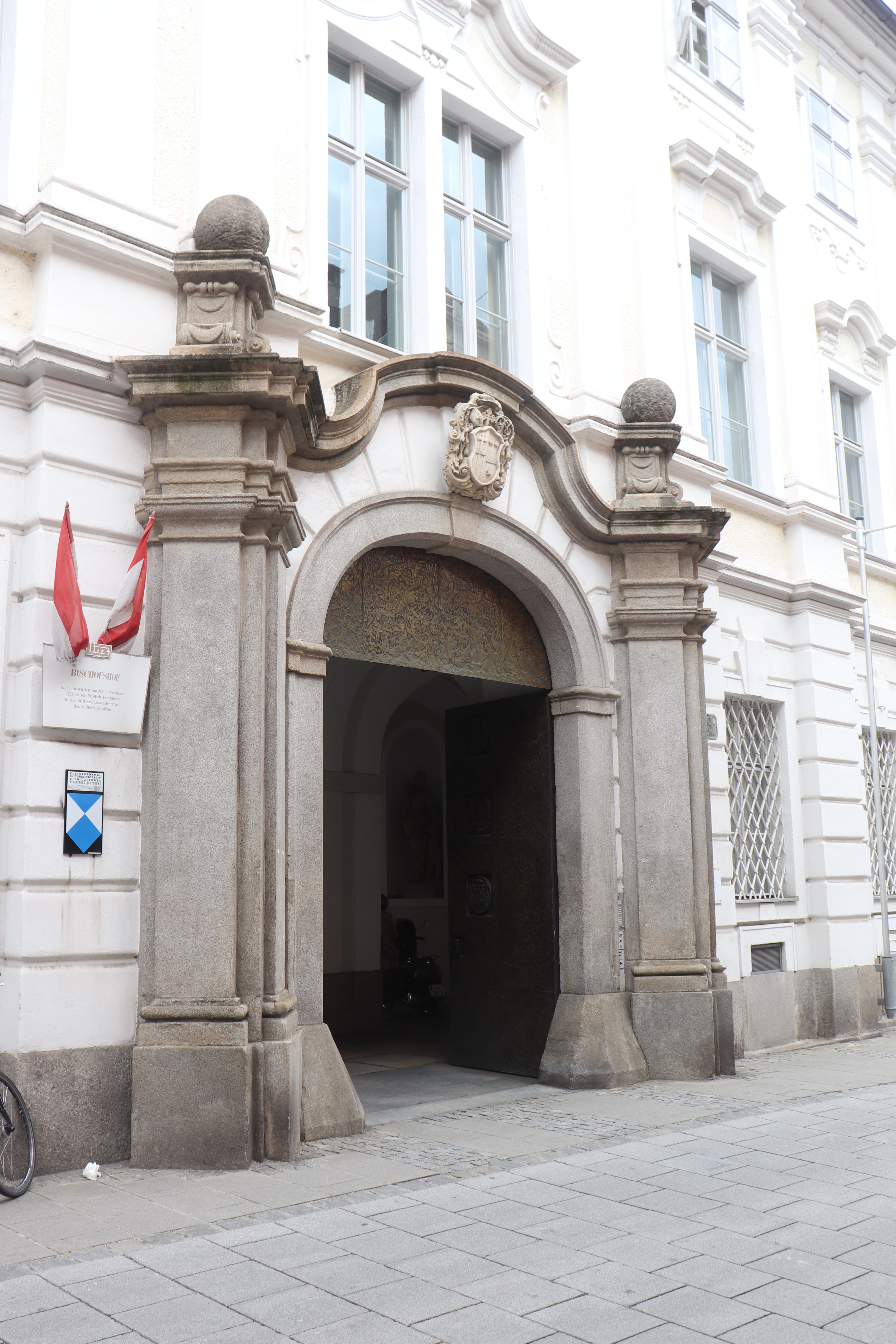
Bischofshof Linz Wappen 1726

- Der Fischkalter mit 5 Wasserbecken zur Fischzucht. Erbaut wurde er von Carlo Antonio Carlone (1690–1692) und Jakob Prandtauer (1717). Die Statuen, die als Wasserzufuhr dienen, stammen von Andreas Götzinger[7] und Johann Baptist Spaz. Er modellierte den Apostel Petrus und den Blindenhelfer Tobias dar.*[8]

#### Wallfahrtskirche Stadl-Paura
Die Wallfahrtskirche Stadl-Paura gehörte zum Stift Lambach. Den Neubau der Kirche 1714 leitete Architekt Johann Michael Prunner, von 1717 bis 1723 erfolgte die Aufstellung der 3 Marmorportale, Bildhauerarbeiten stammen vom Linzer Bildhauer Johann Baptist Spaz.

### Linz

#### Neptunbrunnen
Auf dem Hauptplatz in Linz standen zwei Holzbrunnen, dieser Brunnen erhielt das bis heute erhaltene oktogonale Becken. Der Bildhauer Johann Baptist Spatz arbeitete von 1686 bis 1690 an beiden und gestaltete die namensgebende, heute verschollene, Neptunstatue.

#### Bischofshof
Johann Baptist Spaz schuf 1726 für den Bischofshof das Wappen über dem Haupteingang in der Herrenstraße sowie die marmornen Türeinfassungen zu Audienzsaal und Tafelzimmer.

### Niederösterreich

#### Stift Seitenstetten
Abt Benedikt  Abelzhauser vom Stift Seitenstetten gab 1695 den Auftrag, ein Epitaphium für seinen Vorgänger Plazidus Bernhard zu meisseln.

#### Stift Klosterneuburg
Das Stift Klosterneuburg gab ab 1690 bei Johann Peter († 1695) und Johann Baptist Spaz, Bildhauer in Linz weitere 4 Marmor-Seitenaltäre in Auftrag.